# Leoberto Leal
Leoberto Leal är en kommun i Brasilien.   Den ligger i delstaten Santa Catarina, i den södra delen av landet, 1 300 km söder om huvudstaden Brasília. Antalet invånare är 3 365.
I omgivningarna runt Leoberto Leal växer i huvudsak städsegrön lövskog. Runt Leoberto Leal är det mycket glesbefolkat, med 7 invånare per kvadratkilometer.